# RCS Sport
RCS Sport је спортска и медијска компанија, која ради углавном у Италији у спортском сектору, као дио RCS медијске групе. RCS Sport организује највеће бициклистичке трке у Италији: Ђиро д’Италију, Милано—Санремо, Ђиро ди Ломбардију и Тирено—Адријатико; организатор је и Миланског маратона. Компанија је са радом почела 22. марта 1989, одвојивши се од спортског листа Газета дело Спорт, али је и даље била њихова организациона рука. Компанија такође нуди консултације и партнерство са другим спортским организацијама, помажући им са организацијом спортских такмичења, као што су Серија А у кошарци и трка у бојама.

## Бициклизам
RCS Sport је организатор шест UCI ворлд тур трка:
- Ђиро д’Италија
- Милано—Санремо
- Ђиро ди Ломбардија
- Тирено—Адријатико
- Страде Бјанке
- УАЕ Тур

Двије UCI Европа тур трке:
- Милано—Торино
- Ђиро дел Пијемонт

као и бивши класик Рома Максима.
Организовао је и Абу Даби Тур и Дубаи Тур, до 2018. док су били дио UCI Азија тура, након чега су се трке спојиле у УАЕ Тур.

## Фудбал
RCS Sport је комерцијални савјетник фудбалског савеза Италије, фудбалског клуба Интер и Серије Б.

## Масивни догађаји
RCS Sport организује маратон у Милану, фишерман френд стронгмен ран трку у Италији, трку у бојама и Гран фондо Ђиро д’Италија.

## Кошарка
RCS Sport је комерцијални савјетник кошаркашког савеза Италије, организује и бројна такмичења, као што су завршни турнир Серије А, ол стар утакмице и Суперкупа Италије.
Године 2012, RCS је склопио партнерство са НБА, за долазак клубова у Италију у склопу европске турнеје.

## Тренинг
Од 2010, RCS Sport је са пословном школом Бокони развио "Академију за спорт и бизнис", центар спортског менаџмента и мјесто за састанке и рад. Иницијатива коју је предложила академија, укључује професионално особље, мишљења лидера из свијета спорта, као и професоре из Бокони школе, специјализоване за спортски сектор. Први програм кренуо је 12. априла.